# Дурмерсгайм
Дурмерсгайм (нім. Durmersheim) — громада в Німеччині, знаходиться в землі Баден-Вюртемберг. Підпорядковується адміністративному округу Карлсруе. Входить до складу району Раштат.
Площа — 26,15 км2. Населення становить 12 112 ос. (станом на 31 грудня 2020).